# 네펠스 전투
네펠스 전투는 스위스가 네펠스에서 오스트리아에 맞서 대승을 거둔 전투로, 스위스 글라루스주의 네펠스 마을 고지를 점령하고 오스트리아의 알브레히트 3세를 공격해 대승을 거두어 실질적인 독립을 이루었다.